# Francis Ryan
Francis J. “Hun” Ryan (10 de enero de 1908, Filadelfia, Pensilvania - 14 de octubre de 1977, Filadelfia, Pensilvania) fue un jugador de fútbol estadounidense.

## Selección nacional
Fue miembro de la selección estadounidense con 4 partidos y 1 gol, y jugó 1 Mundial en 1934.

### Participaciones en Copas del Mundo
| Mundial                        | Sede   | Resultado    |
| ------------------------------ | ------ | ------------ |
| Copa Mundial de Fútbol de 1934 | Italia | Primera fase |

## Clubes
| Club                          | País           | Año         |
| ----------------------------- | -------------- | ----------- |
| New York Galicia              | Estados Unidos | 1929 - 1930 |
| Lighthouse Boys Club          | Estados Unidos | 1930 - 1931 |
| Philadelphia German-Americans | Estados Unidos | 1931 - 1938 |